# Divine Émilie

Divine Emilie est un téléfilm français réalisé par Arnaud Sélignac, diffusé sur France 3 le 29 décembre 2007.

## Fiche technique
- Réalisation : Arnaud Sélignac
- Scénario : Élisabeth Badinter et Chantal de Rudder
- Adaptation : Chantal de Rudder
- Montage : Françoise Roux
- Photographie : Eric Guichard
- Musique : François Staal
- Décors : David Belugou
- Costumes : Sophie Dussaud
- Durée : 105 minutes

## Distribution
- Léa Drucker : Émilie du Châtelet
- Thierry Frémont : Voltaire
- Aurore Clément : la duchesse de Saint-Pierre
- Philippe Lefebvre : le marquis du Châtelet
- Sophie Broustal : Mme du Deffand
- Olivier Sitruk : Pierre-Louis de Maupertuis
- Alain Doutey : le baron de Breteuil
- Mathieu Delarive : Comte de Guébriand
- Hugo Sélignac : Saint Lambert
- Astrid Berges-Frisbey : Marquise de Boufflers
- Lionnel Astier : Roi Stanislas
- Lola Naymark : Mme Denis
- Arno Feffer : le médecin
- Bernard Allouf : le géomètre
- Philippe Penguy : le joueur adverse
- Thierry Gimenez : Keyserling
- Olivier Levesque : le laquais
- Vincent Darmuzey : Longchamp
- Alexandra Goncalves : Émilie à 10 ans

## Autour du téléfilm
Le téléfilm relate la vie d'une intellectuelle aimée de Voltaire, Émilie du Châtelet (1706-1749) représentative des Lumières. Les échos avec notre époque ne manquent pas. Ainsi la question de la représentation de la tragédie de Voltaire, Mahomet. Thierry Fremont incarne Voltaire de façon très convaincante.
Le film a été tournés dans le:
- département de Meurthe-et-Moselle
  - Nancy
  - Lunéville
- département de la Haute-Marne
  - Cirey-sur-Blaise